# Streptopogon cavifolius
Streptopogon cavifolius är en bladmossart som beskrevs av Mitten 1869. Streptopogon cavifolius ingår i släktet Streptopogon och familjen Pottiaceae. Inga underarter finns listade i Catalogue of Life.